# Brasiliansk sporthäst
Den brasilianska sporthästen är en nyutvecklad hästras från Brasilien som är speciellt framavlad för tävlingssyfte. Hästarna är högresta och atletiska men kända för sitt lugna temperament.  Rasen har bara existerat i ca 20 år men fem Brasilianska sporthästar har redan skickats till OS för det brasilianska hopplandslaget. Första gången i Atlanta år 1996 och sedan i Sydney år 2000. Hästen kallas för Brasiliero de Hipismo i Brasilien och ibland kallas den även Brasilianskt varmblod. 

## Historia
Det brasilianska varmblodet eller sporthästen som den kallas för det mesta har en väldigt kort historia. Rasen började utvecklas under 1980-talet genom att korsa olika importerade varmblodshästar från Europa med sydamerikanska hästraser som den Argentinska Criollon. 
Under början av 1900-talet var rasen redan fixerad och hade en egen stambok. Rasen blev snabbt populär bland annat på grund av sina atletiska förmågor och över 50 hästar exporteras varje år till bland annat USA och Europa. I Tyskland blev den brasilianska hingsten Singular Joter toppstammad och hans son Singular Joter II kom på 3:e plats i VM i hästuppfödning. 1996 åkte topphästarna Aspen, Cassiana Joter och Adolfos till OS i Atlanta och år 2000 var det hästarna Aspen, Calei Joter och Marco Metodos tur att åka till Os i Sydney. Det brasilianska hopplandslaget har nått stor framgång tillsammans med den brasilianska sporthästen.

## Egenskaper
Hästrasen är känd för att den är sportig, modig, ädel och hög i mankhöjd. Hästarna har oftast ett anmärkningsvärt lugnt temperament. Rasen har fina linjer och långa, kraftfulla ben. 
Hästarna har framavlats specifikt för hästsport. Framför allt banhoppning, dressyr och fälttävlan. Men i Brasilien används rasen även i lokala galoppsporttävlingar. 